# Ewald von Lochow
Ewald Konstantin Ferdinand Friedrich von Lochow (Petkus, 1. travnja 1855. -  Berlin, 8. travnja 1942.) je bio njemački general i vojni zapovjednik. Tijekom Prvog svjetskog rata zapovijedao je III. korpusom i 5. armijom na Zapadnom bojištu.

## Vojna karijera
Ewald von Lochow rođen je 1. travnja 1855. godine u Petkusu u pruskoj pokrajini Brandenburg. Pruskoj vojsci pridružio se 1873. Nakon što je završio vojnu akademiju služio je kao stožerni časnik u više jedinica. Čin pukovnika dostigao je 1900. godine, general bojnikom je postao 1906. godine, dok je 1911. godine promaknut u čin general poručnika. U listopadu 1912., postao je zapovjednikom III. korpusa smještenog u Berlinu, dok je u lipnju 1913. promaknut u generala pješaštva. 

## Prvi svjetski rat
Početak Prvog svjetskog rata Lochow je dočekao kao zapovjednik III. korpusa koji se nalazio u sastavu 1. armije kojom je zapovijedao Alexander von Kluck. Zapovijedajući III. korpusom Lochow je sudjelovao u Graničnim bitkama, te u Prvoj bitci na Marni. U siječnju 1915. odlikovan je ordenom Pour le Mérite koji mu je uručio car Vilim osobno. U svibnju 1915. III. korpus je premješten na dio Zapadnog bojišta između La Basseea i Arrasa gdje je sudjelovao u sprječavanju da se francuske trupe probiju prema Douaiu. U listopadu 1915. Lochow III. korpus premješten je na Balkansko bojište gdje sudjeluje u uspješnoj invaziji na Srbiju. 
U travnju 1916. Lochow napušta položaj zapovjednika III. korpusa, te postaje zapovjednikom Istočne napadačke grupe kod Verduna. U listopadu te iste godine Lochow postaje zapovjednikom 5. armije zamijenivši na tom položaju prijestolonasljednika Vilima koji je pak postao zapovjednikom grupe armija koja je nosila njegovo ime. Lochow je 5. armijom zapovijedao svega nekoliko tjedana budući je napad koji je vodio i planirao bio neuspješan zbog čega je 5. armija pretrpjela najteži poraz do tada. Zbog tog neuspjeha Lochow je morao odstupiti s mjesta zapovjednika 5. armije, te je u siječnju 1917. stavljen na raspolaganje.

## Poslije rata
Lochow do kraja rata nije dobio zapovjedništvo nad bilo kojom drugom jedinicom. Preminuo je 8. travnja 1942. u Berlinu u 88. godini života.

## Vanjske poveznice
(engl.) Ewald von Lochow na stranici Prussian Machine

(njem.) Ewald von Lochow na stranici Deutschland14-18.de
| Prethodnik:                | Zapovjednik 5. armije Ewald von Lochow | Nasljednik:      |
| prijestolonasljednik Vilim | Zapovjednik 5. armije Ewald von Lochow | Max von Gallwitz |